# 岡田哲二
岡田 哲二（おかだ てつじ）は、日本の生物学者。学習院大学理学部教授。専門は構造生物学。

## 略歴
- 1984年 福岡県立修猷館高等学校卒業
- 1989年 京都大学理学部卒業
- 1994年 京都大学大学院理学研究科博士後期課程修了（生物物理学専攻）
- 1994～1995年 理化学研究所基礎科学特別研究員
- 1995～1999年 名古屋大学大学院理学研究科助手（物質理学専攻）
- 1999～2000年 ワシントン大学 Department of Ophthalmology, Senior Fellow
- 2000～2001年 京都大学大学院理学研究科リサーチアソシエイト
- 2001～2001年 （財）バイオ産業情報化コンソーシアム特別研究員
- 2001～2008年 独立行政法人産業技術総合研究所生物情報解析研究センター主任研究員
- 2008～2009年 学習院大学理学部生命分子科学研究所客員研究員
- 2009年～ 学習院大学理学部教授（生命科学科、生命分子科学研究所）

## 受賞歴
- Thomson Scientific Research Front Award 2004
- 文部科学大臣表彰科学技術賞（研究部門）